# Буленслан
Буленслан (нід. Boelenslaan) — село в нідерландській провінції Фрисландія. Входить до муніципалітету Ахткарспелен.
Його площа становить 6,99км², а населення станом на 2021 рік складало 1 295 осіб.
Перша згадка про населений пункт датується 1899 роком.

## Галерея

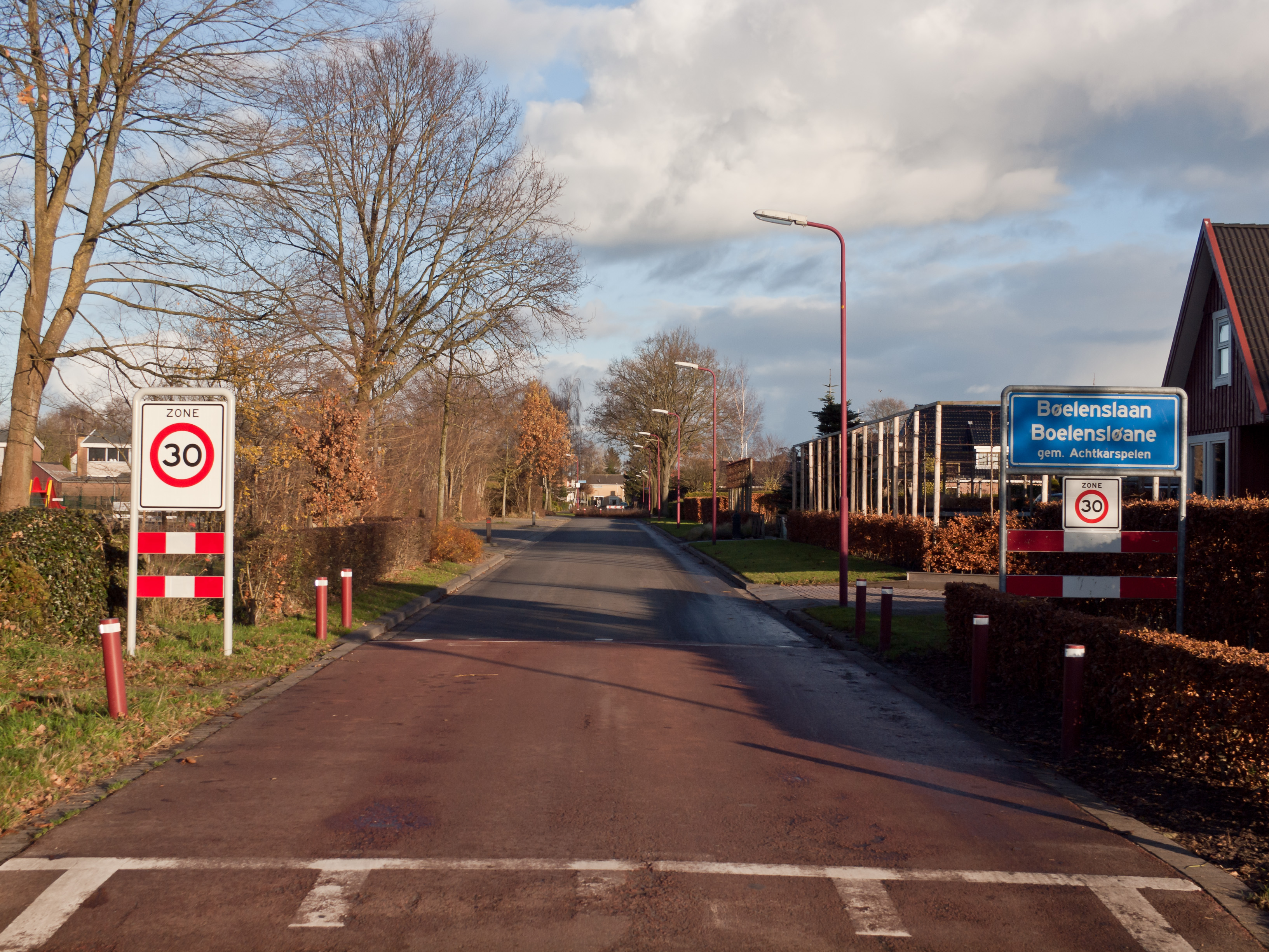
В'їзд до Буленслана
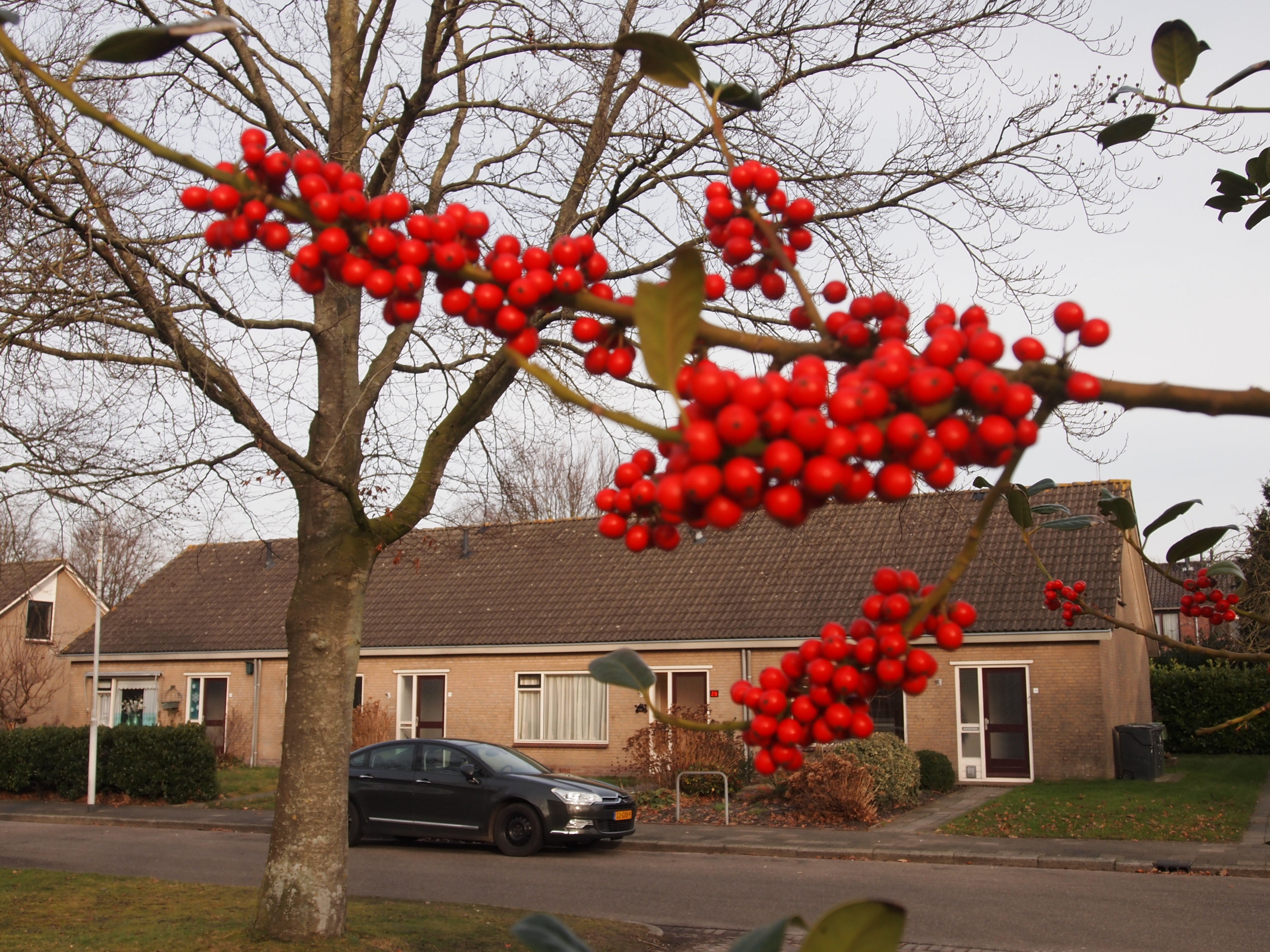
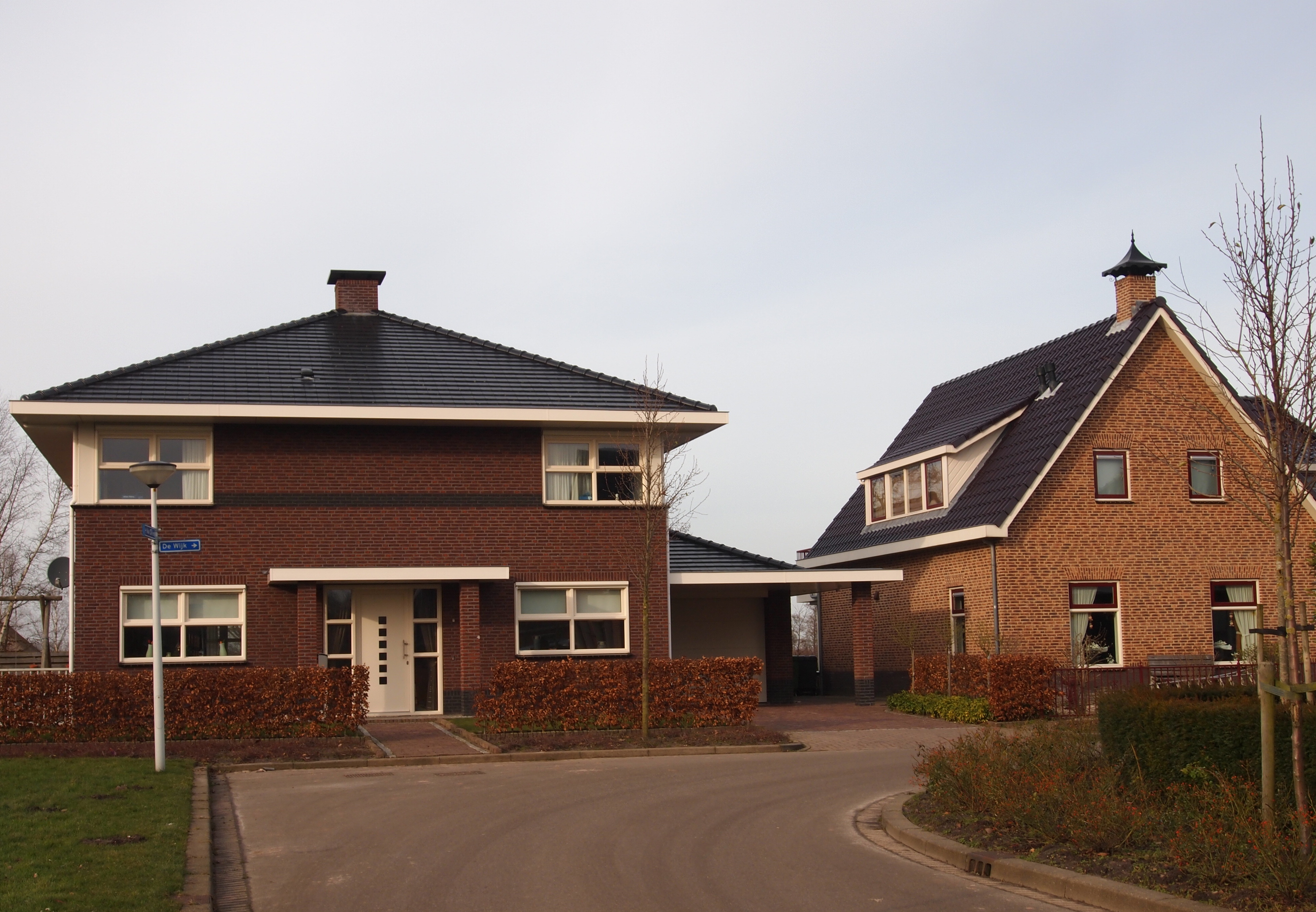
Сільська забудова
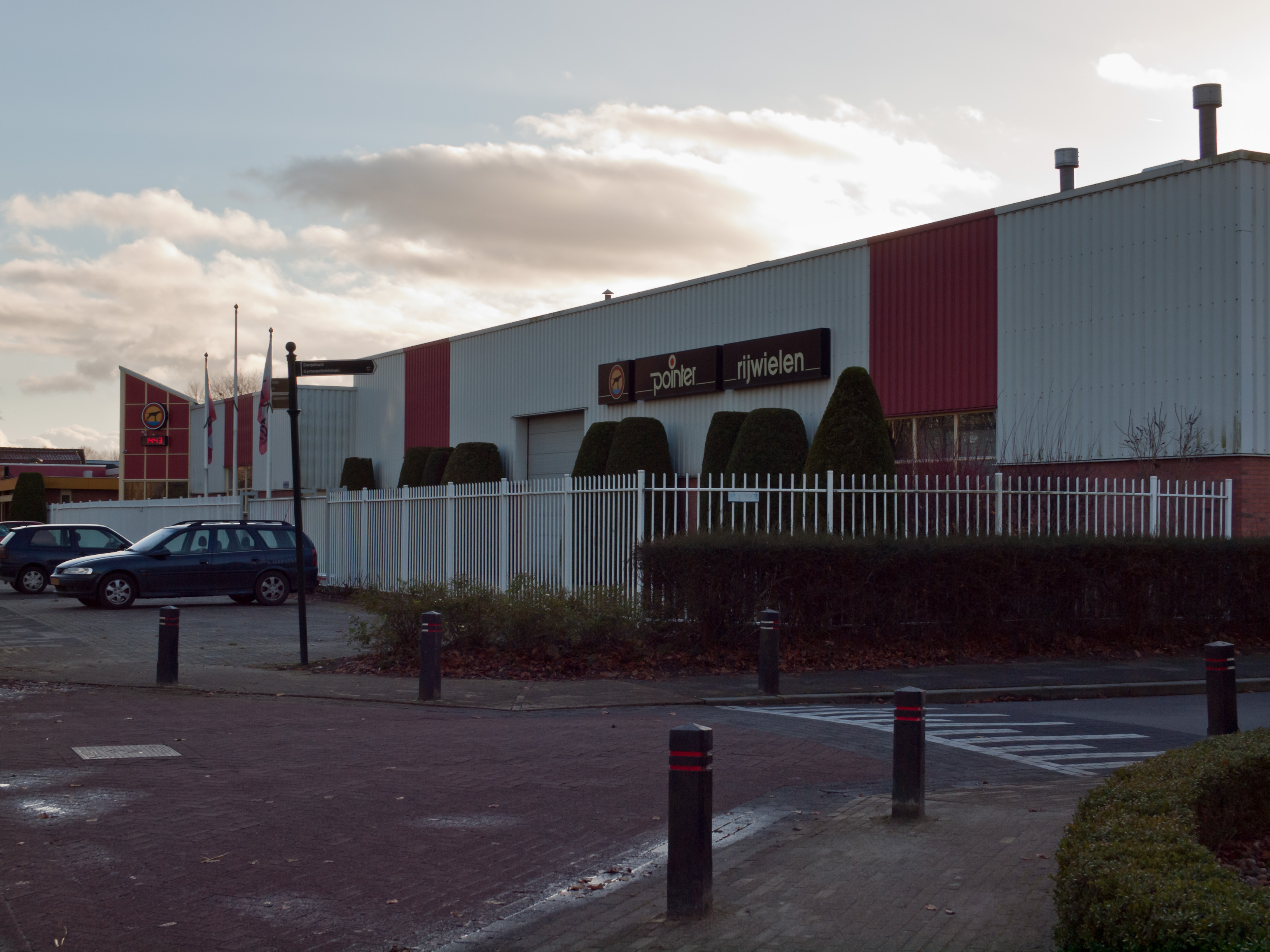
Велосипедна фабрика